# Sinoxylon mangiferae
Sinoxylon mangiferae är en skalbaggsart som beskrevs av Michio Chujo 1936. Sinoxylon mangiferae ingår i släktet Sinoxylon och familjen kapuschongbaggar. Inga underarter finns listade i Catalogue of Life.